# Puyréaux
Puyréaux ist eine französische Gemeinde mit 571 Einwohnern (Stand 1. Januar 2022) im Département Charente in der Region Nouvelle-Aquitaine (vor 2016 Poitou-Charentes); sie gehört zum Arrondissement Confolens und zum Kanton Boixe-et-Manslois. Die Einwohner werden Podio-Régaliens genannt.

## Geographie
Puyréaux liegt etwa 23 Kilometer nordnordöstlich von Angoulême an der Mündung des Bonnieure in die Charente. Umgeben wird Puyréaux von den Nachbargemeinden Fontclaireau im Nordwesten und Norden, Mouton im Norden, Saint-Ciers-sur-Bonnieure im Norden und Osten, Nanclars im Süden, Maine-de-Boixe im Südwesten und Westen sowie Mansle im Nordwesten.

## Bevölkerungsentwicklung
| 1962                       | 1968 | 1975 | 1982 | 1990 | 1999 | 2006 | 2019 |
| -------------------------- | ---- | ---- | ---- | ---- | ---- | ---- | ---- |
| 343                        | 334  | 321  | 361  | 403  | 396  | 448  | 543  |
| Quellen: Cassini und INSEE |      |      |      |      |      |      |      |

## Sehenswürdigkeiten

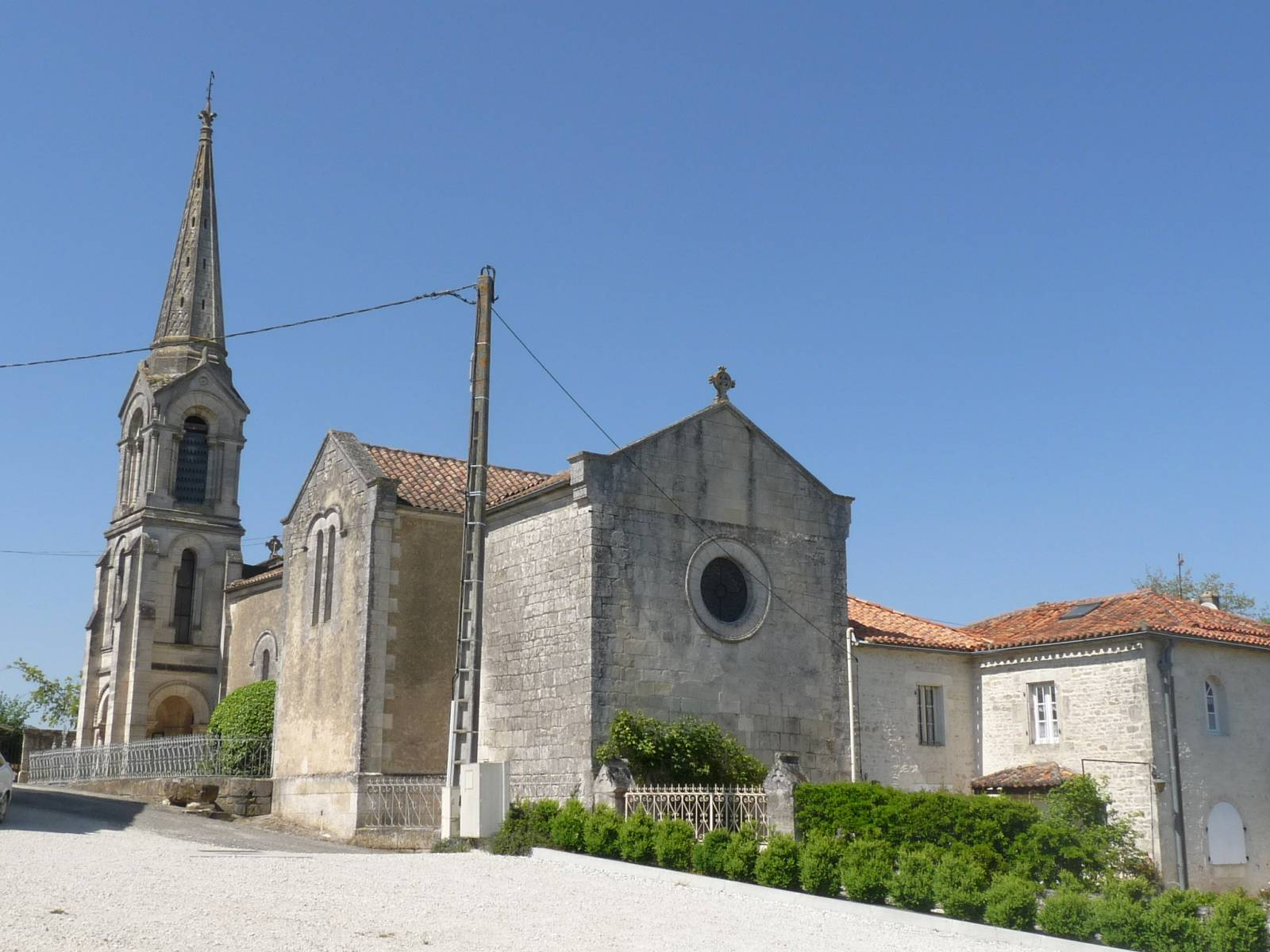
Kirche Saint-Laurent
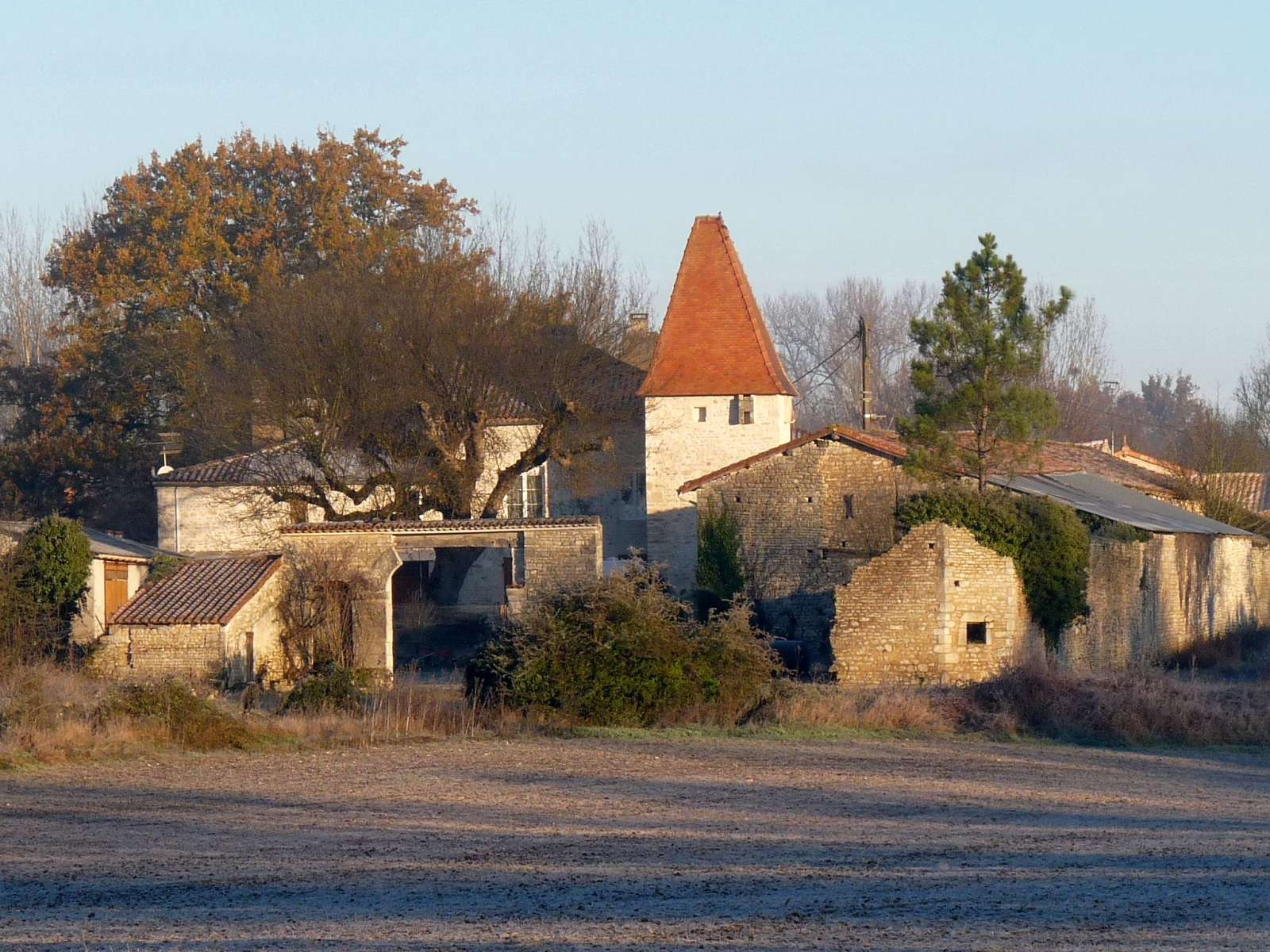
Herrenhaus Le Châtelard

- Kirche Saint-Laurent
- Herrenhaus Le Châtelard

## Persönlichkeiten
- Jean Léchelle (1760–1793), Général de division